# Cessna 150
Cessna 150 – dwumiejscowy samolot treningowy i turystyczny produkowany przez firmę Cessna Aircraft Company w USA oraz na licencji przez firmę Reims Aviation we Francji. Następca Cessny 140, poprzednik Cessny 152. Często używana prywatnie oraz w lotniczym szkoleniu podstawowym, na przykład do licencji PPL(A).
Jest czwartym samolotem świata pod względem produkcji, zbudowano łącznie 23 839 egzemplarzy we wszystkich wersjach.

## Informacje podstawowe
Cessna 150 to samolot o prostej budowie, stosunkowo tani i łatwy w pilotażu oraz eksploatacji. Z tych powodów jest jednym z najpopularniejszych samolotów turystycznych na świecie.
Zastosowanie układu górnopłatu zapewnia pilotowi dobrą widoczność podczas lotu, a dzięki podwoziu z przednim kołem także podczas kołowania. Górnopłaty mają jednak wadę – podczas lotu zasłaniają widoczność w kierunku wykonywanego zakrętu. Częściową pomocą okazało się umieszczanie szyb dachowych w niektórych modelach standardowych oraz wszystkich Aerobatach.
Cessny 150 posiadają efektywne klapy o wychyleniu 40 stopni, pozwalające na bardzo małą prędkość lądowania.
Ze względu na swoją niewielką masę i niewielkie obciążenie powierzchni nośnej płata (48 kilogramów na metr kwadratowy), Cessna 150 jest podatna na turbulencje.
Niezamierzone wprowadzenie samolotu w korkociąg jest trudne, a jego wyprowadzanie z korkociągu nie wymaga większego wysiłku.
Wszystkie modele fabryczne wyprodukowane w Wichita posiadały tłokowy silnik Continental O-200-A o mocy 100 koni mechanicznych (75 kW). Samoloty wyprodukowane w Reims posiadały silnik Rolls Royce O-240-A o mocy 130 koni mechanicznych (97 kW). Silniki Cessny 150 są przystosowane do paliwa ołowiowego AVGAS, w wersji 80/87 (barwionego na czerwono) lub w bardziej dziś popularnej wersji 100LL (barwionego na błękitno).
Wersjami o najlepszych osiągach są 150B i 150C. Dzięki mniejszej masie (680 kg) oraz bardziej aerodynamicznym kształcie kadłuba posiadały najlepsze osiągi jeśli chodzi o pułap, prędkość wznoszenia oraz rozbieg. Ich prędkość przelotowa wynosząca 202 km/h (109 węzłów) jest większa niż innych modeli 150 czy nawet 152.
Wszystkie modele od roku 1966 w górę posiadają zwiększoną przestrzeń ładunkową oraz większe drzwi.

## Historia
Projekt Cessny 150 zrodził się w połowie lat pięćdziesiątych, po podjęciu decyzji o budowie następcy Cessny 140, która była popularną konstrukcją produkowaną do 1951 roku. Główną różnicą od poprzednika było trójkołowe podwozie z kołem przednim, ułatwiającym naukę startów i lądowań.
Oblot prototypu odbył się 12 sierpnia 1957 roku. Produkcja rozpoczęła się w roku 1958 w fabryce Cessny w Wichita, Kansas. Licencję na produkcję otrzymały też francuskie zakłady Reims Aviation – ich egzemplarze oznaczone były dodatkową literką „F” (Francja) przed „150”.

## Warianty

### 150
Cessna wprowadza model 150 w październiku 1958 roku. Jest to całkowicie metalowy, dwumiejscowy samolot, którego przeznaczeniem ma być segment samolotów treningowych. Wprowadzone zostają trzy wersje:

#### Standard
Podstawowa wersja, w standardowym wyposażeniu, w układzie jednosterowym.

#### Trainer
Wersja ta jest w układzie dwusterowym (posiada wolant i pedały dla obu stanowisk), osłonę przeciwsłoneczną, wskaźnik temperatury zewnętrznej, zapalniczkę, zakrętomierz oraz VOR w wyższym standardzie.

#### Commuter
Wersja ta posiadała wszystkie cechy wersji trainer, wraz ze sztucznym horyzontem, żyroskopem oraz niezbędną do ich działania pompą próżniową.
Pierwszy model Cessny został oznaczony numerem 150. Napędzał ją silnik Continental O-200 o mocy 100 KM (75 kW). Całkowita masa samolotu wynosiła 680 kg. Klapy były uruchamiane ręcznie za pomocą dźwigni pomiędzy fotelami. TBO (czas pomiędzy remontami generalnymi) silnika wynosi początkowo 600 godzin, zostaje później zwiększona do 1800 godzin. Samolot posiadał 14-woltową instalację elektryczną oraz 20-amperową prądnicę. Masa startowa wynosiła 680 kilogramów, a pojemność zbiorników 98 litrów. Owiewki podwozia stanowiły opcję.
Cena modelu standardowego wynosiła 6955 dolarów, modelu Trainer 7940 dolarów, a modelu Commuter 8545 dolarów.
W 1960 roku w wersji Trainer wprowadzona została prądnica o prądzie podwyższonym do 35 A. W pozostałych wersjach opcja ta była dostępna na żądanie. Opcjonalnie zostały też wprowadzone ogrzewana rurka pitota oraz ogrzewany alarm przeciągnięcia. W tym samym roku powstała wersja Patroller. Cechowało ją oszklenie ze szkła akrylowego (tzw. pleksi) drzwi czy zbiorniki dalekiego zasięgu o pojemności 132 litrów.
Wyprodukowano 122 sztuki w 1958 roku, 648 sztuk w 1959 roku oraz 354 sztuki w 1960 roku.

### 150A
W modelu z 1961 roku ze względu na dużo zmian zdecydowano się na dodanie przyrostka A.
Podwozie główne zostało przesunięte do tyłu o dwa cale w celu wyeliminowania problemów z przechyłem samolotu na ogon po załadowaniu ładunku i pasażerów. Zwiększona przez to została również skrętność kółka przedniego podczas kołowania.
Wersja ta miała większe o 15% tylne szyby boczne i nowe fotele regulowane. Masa własna spadła o 5 kg, wprowadzono regulowane siedzenia, system elektryczny i zapłonowy przeniesiono na główny kokpit. Opony i hamulce Cleveland zastąpiły Goodyear.
Skonstruowane zostały 344 egzemplarze.

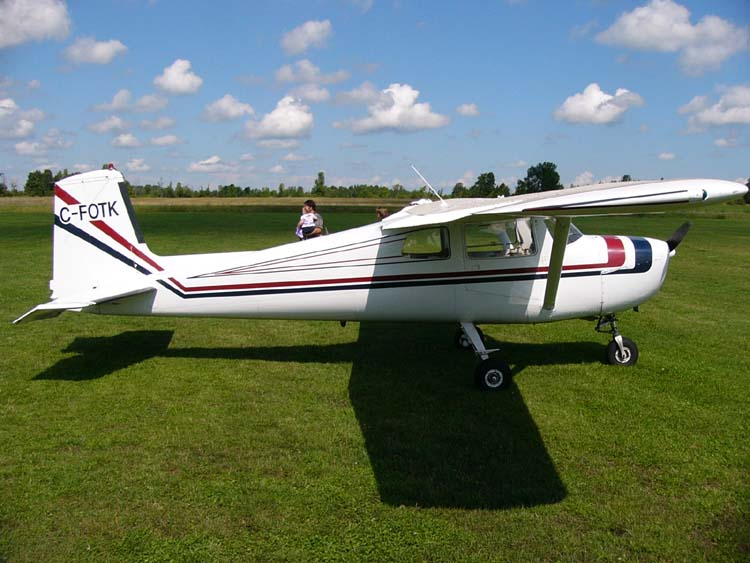
Cessna 150B

### 150B
W 1962 roku powstał model B posiadający nowe śmigło zwiększające prędkość przelotową o 3,7 km/h (2 węzły) oraz opcję montażu dwuosobowego fotelika dziecięcego w przedziale bagażowym.
Wprowadzono profilowane końcówki skrzydeł i owiewki świateł nawigacyjnych. Kołpak został stworzony z włókna szklanego, ponadto stał się dłuższy i bardziej spiczasty. Nowe śmigło zwiększyło prędkość o 5 km/h, wznoszenie o 20 stóp na minutę oraz pułap maksymalny do 15 600 stóp.
Zbudowano 331 egzemplarzy tego typu, wersja Commuter kosztowała 8995 dolarów.

### 150C
W 1963 roku wprowadzono wersję C, posiadającą opcjonalnie większe opony oraz drenaż paliwa. Powstały 472 egzemplarze wersji C.

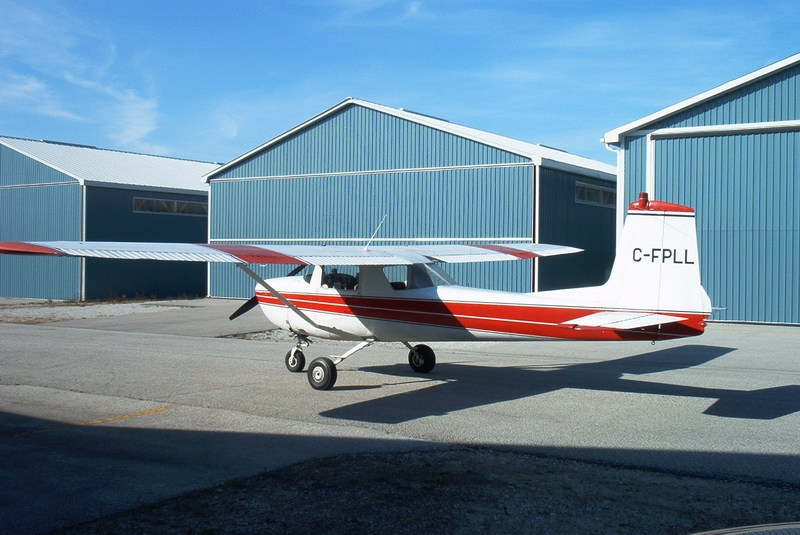
Cessna 150D

### 150D
W 1964 roku powstał model D, wnoszący największe do tej pory zmiany konstrukcyjne.
Wprowadzono tylną szybę pod nazwą Omni-Vision. Linia Cessny 150 miała do tej pory opinię maszyn o słabej widoczności, co nowo wprowadzona tylna szyba miała zmienić. Zmiana ta spowodowała spadek prędkości w większości modeli z powodu dodatkowych oporów powietrza, nie zwiększając przy tym znacząco widoczności.
Wprowadzenie Omni-Vision w 150 D spowodowało spadek prędkości przelotowej o 4,8 km/h (3 mile na godzinę). Z drugiej strony spowodowało to zwiększenie pojemności przedziału bagażowego i ładowności, z 36 do 54 kg.
Akumulator został przeniesiony zza tylnych foteli do komory silnikowej, co ułatwiło i przyspieszyło przeglądy techniczne. Zwiększono opcję kolorystyki wewnętrznej z dwóch do czterech oraz zewnętrznej do dwunastu opcji.
Statecznik pionowy nie uległ zmianom przez kolejne dwa lata, powierzchnie sterowe zostały zmodyfikowane w celu zwiększenia stateczności i uniknięcia drgań podczas lotu spowodowanych przez mniej aerodynamiczną tylną szybę. Masa samolotu wzrosła do 730 kg (1600 funtów) i została utrzymana na tym poziomie aż do powstania Cessny 152.
Zbudowano 804 egzemplarze 150 D.
Wielu pilotów chwaliło nowe, jaśniejsze wnętrze jako bardziej „przewiewne” i przyjemne.

### 150E

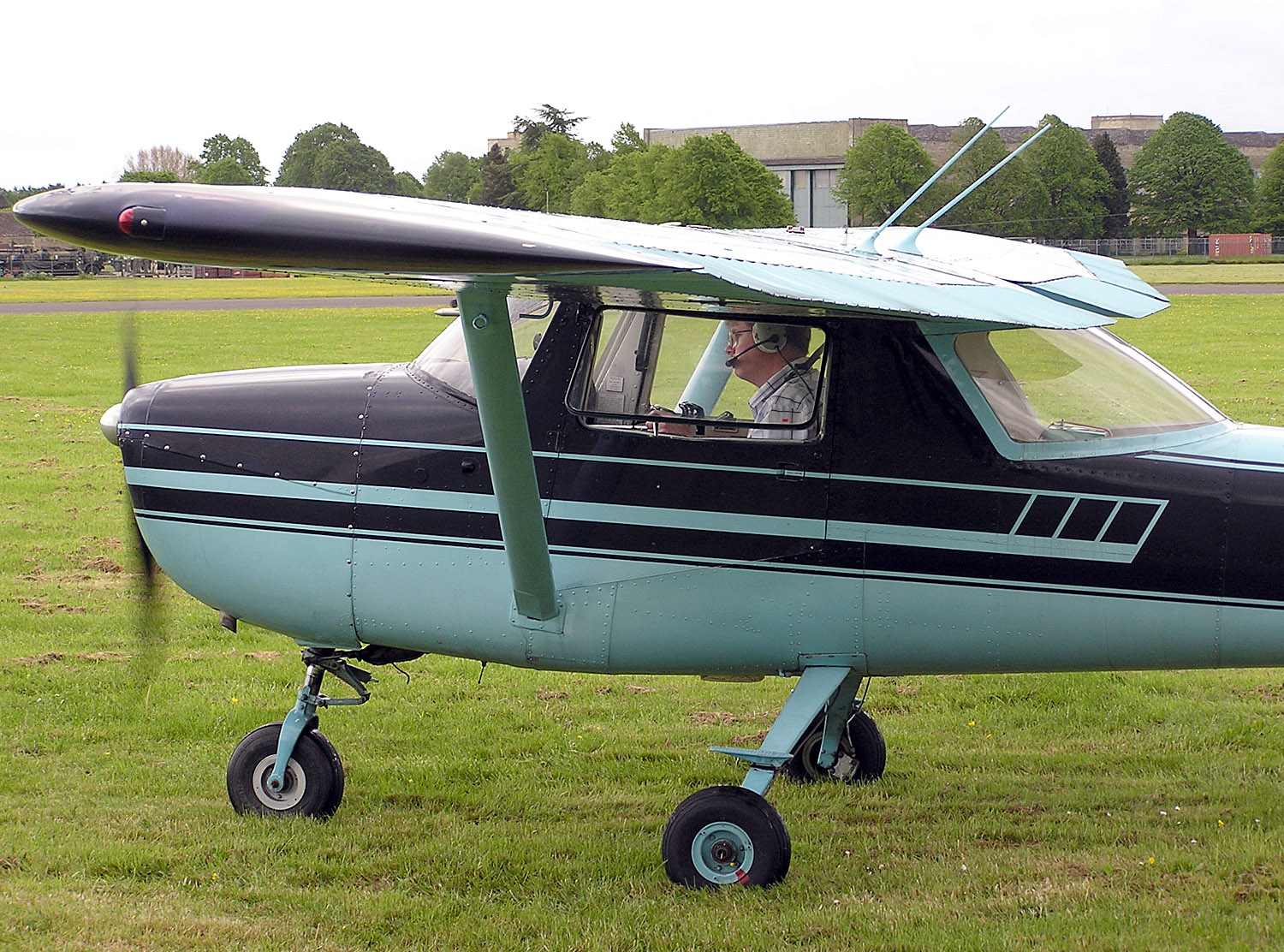
Cessna 150E

W 1965 roku zbudowano pierwszą Cessnę 150E. Jedyną zmianą było wprowadzenie nowych foteli, jednak masa własna wzrosła o 18 kg (40 funtów) do 460 kg oraz zabudowano lusterko wsteczne.
Po zwiększeniu produkcji zbudowano 1637 sztuk modelu E.

### 150F
W 1966 roku wprowadzono liczne zmiany konstrukcyjne. Statecznik pionowy został odchylony do 35 stopni w tył, upodobniając się tym samym do Cessny 172. Drzwi były szersze o 23%, wprowadzono nowe hamulce i ustandaryzowano większe, do tej pory opcjonalne opony firmy Cessna / McCauley. Wprowadzono elektryczne klapy wraz z przełącznikiem, pozbywając się mechanicznej dźwigni pomiędzy fotelami. Stary, elektryczny alarm przeciągnięcia został zastąpiony nowym, pneumatycznym. Przestrzeń bagażowa została zwiększona o 50%. Zrezygnowano z prądnic firmy Bendix na rzecz prądnic Slick.
Powstało 3087 wersji F. Była to też pierwsza wersja produkowana z podzespołów przez francuską firmę Reims Aviation, ich pierwsze 67 egzemplarzy zostało oznaczonych jako F150F.

### 150G

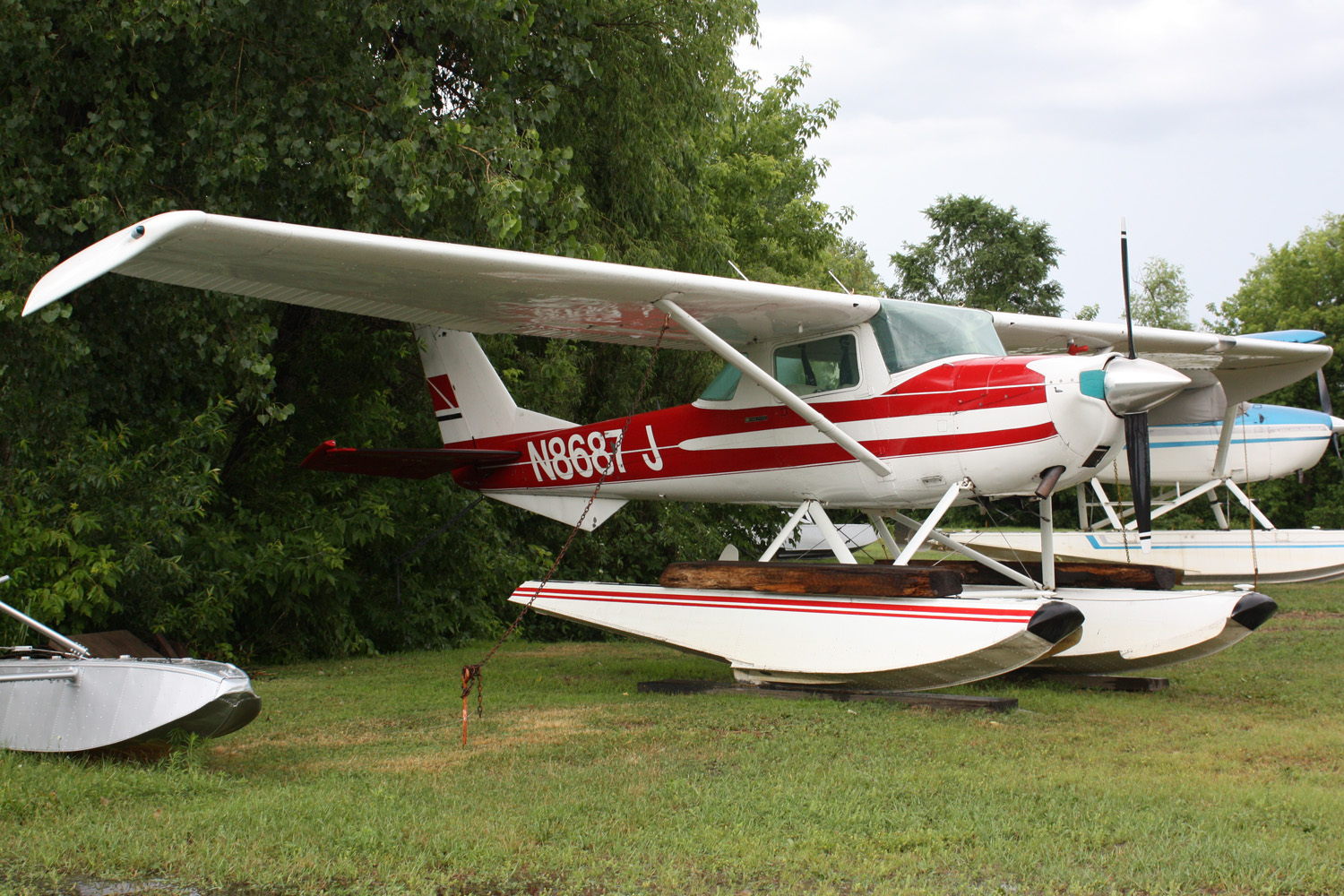
Cessna 150G z pływakami

W modelu z 1967 roku został zmodernizowany kokpit. Drzwi zostały „uwypuklone”, co dało dodatkowe trzy cale miejsca na ramiona i kolana, potrzebne w małej kabinie samolotu. Przeprojektowane zostało również podwozie, co zmniejszyło opór aerodynamiczny. Prądnicę zastąpił alternator, a jego prąd został zwiększony do 60 amper, co odzwierciedlało rosnące zapotrzebowanie na prąd coraz bardziej rozbudowanej awioniki. Był to pierwszy model, w którym możliwe było zastosowanie pływaków.
Ogrzewanie kabiny zostało poprawione poprzez zastosowanie mieszania się powietrza zewnętrznego z ciepłym powietrzem ogrzewanym przez silnik. Wprowadzony został system odlodzeniowy przedniej szyby, gumowe osłony pomiędzy maskami a poszyciem w celu redukcji hałasu, zamki drzwi zostały ustandaryzowane we wszystkich modelach. Iskrowniki, rozrusznik oraz włącznik główny zostały przeniesione na lewą stronę kokpitu.
Cessna zbudowała 2114 samolotów 150G, a Reims 152 egzemplarze oznaczone jako F150G.

### 150H

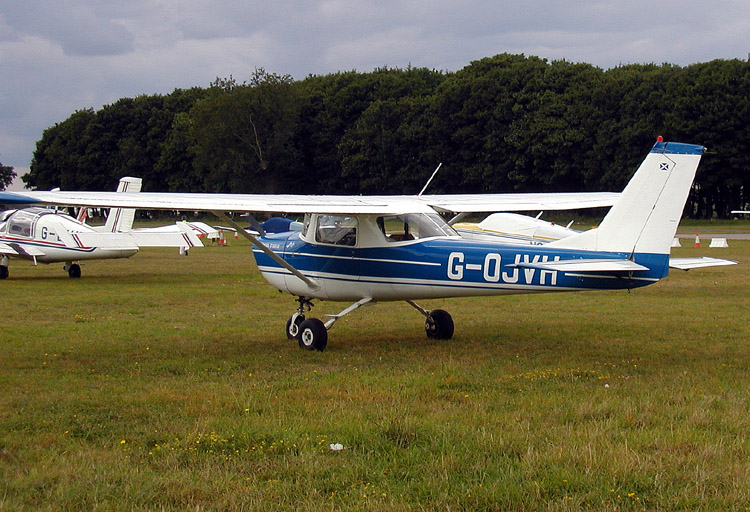
Cessna 150H

Model z 1968 roku posiadał przeprojektowany kokpit, co umożliwiło zwiększenie miejsca na nogi. Dodatkowo nowy przełącznik umożliwiał automatyczne schowanie klap (wypuszczanie dalej odbywało się „z ręką na przełączniku”). Wskaźnik klap został przeniesiony na lewy słupek drzwi, zastrzały skrzydeł wzbogaciły się o owiewki.
Cessna wyprodukowała 150 egzemplarzy 150H, a Reims 170 egzemplarzy F150H.

### 150I (nieistniejąca)
Wersja ta nigdy nie powstała. Cessna chciała uniknąć mylenia „150I” z „1051”. Mimo tego, jedna z wersji Cessny 172 posiadała oznaczenie „I”. Podobnie stało się w przypadku oznaczeń Cessny 180.

### 150J
Wersja ta wprowadziła nową stacyjkę rozruchową, operowaną kluczykiem a nie, jak do tej pory, manetką. Mimo to nowa stacyjka była droższa w produkcji, naprawach i bardziej awaryjna od swojego poprzednika. W 1969 roku pojawiła się opcja montażu gniazda do podpięcia zewnętrznego zasilania lotniskowego.
Zbudowano 1714 egzemplarzy wersji J, plus 140 egzemplarzy wersji F150J w Reims.

### 150K

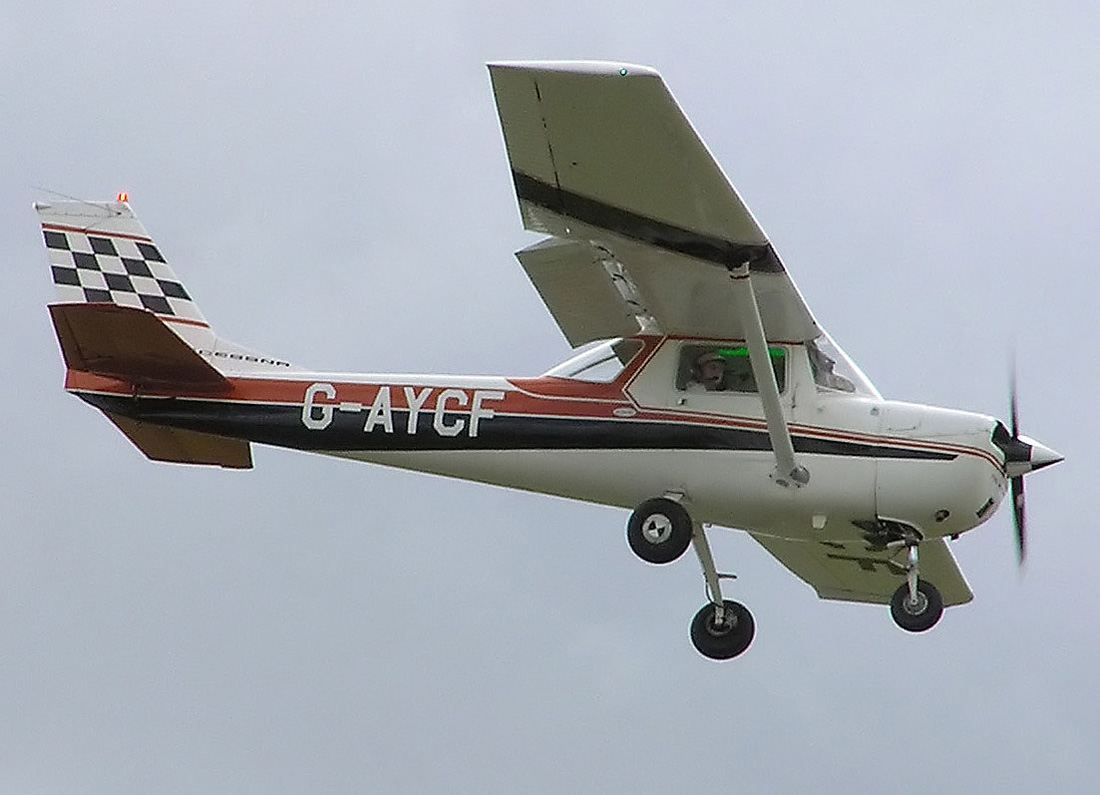
Cessna FA150K Aerobat

W 1970 roku Cessna wprowadziła model A150K Aerobat, Cessnę 150 odpowiednio zmodyfikowaną do podstawowych lotniczych figur akrobacji. Aerobat zachował co prawda stukonny silnik Continental O-200, lecz posiadał dopuszczenie do przeciążeń +6/-3 G. Posiadał czteropunktowe pasy, awaryjne zrzuty drzwi oraz wymienne wkłady foteli, umożliwiające bardziej komfortowe latanie z założonym spadochronem. Wersja Aerobat była droższa od standardowej o 550 dolarów i jej cena wynosiła 12 000 dolarów. Zarówno wersja Aerobat, jak i zwykła 150K otrzymały nowe, zaokrąglone końcówki skrzydeł.
Dodatkowe zmiany to przeciążeniomierz w wersjach Aerobat, podzielony włącznik główny na włącznik baterii i włącznik alternatora, dodatkowe szyby na dachu w wersjach Aerobat, opcjonalne w pozostałych modelach.
Zbudowano 832 egzemplarze 150K oraz A150K. Reims zbudowało 129 egzemplarzy F150K i 81 FA150K.

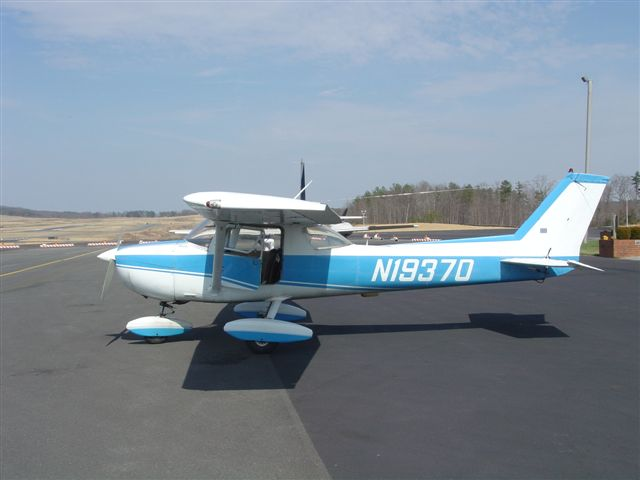
Cessna 150L

### 150L
Cessna 150L była najdłużej produkowaną wersją modelu 150 (w latach 1971-1974).
Wersja ta posiadała nowe podwozie o okrągłym przekroju, dłuższe o 16% (2,31 m). Było ono bardziej trwałe i zapewniało łatwiejszą obsługę naziemną. Zastąpiło ono starsze podwozie o prostokątnym przekroju, składające się z kilku połączonych warstw stali.
Światła lądowania i kołowania zostały przeniesione ze skrzydła do dolnej maski, co zwiększyło ich skuteczność świetlną. Mimo tego żywotność żarówek została zmniejszona poprzez ciepło i wibracje wydzielane przez znajdujący się w pobliżu silnik. W modelu Cessny 152 z 1984 roku światła te wróciły z powrotem na lewe skrzydło. Poprawiono sprawność śmigła oraz zmieniono sposób montowania kołpaka.
Cessna zbudowała 879 egzemplarzy L w 1971 roku.
W 1972 roku wprowadzono nowe korki paliwa zmniejszające prawdopodobieństwo dostania się wody do zbiorników, lepsze siedzenia oraz ich prowadnice. Alternator otrzymał lampkę ostrzegawczą o braku ładowania, a dołączana checklista została zalaminowana plastikiem.
Zbudowano 1100 egzemplarzy w 1972 roku.
W 1973 roku wysokość siedzeń została obniżona, co powiększyło ilość miejsca dla wysokich pilotów. Zainstalowano stycznik, wprowadzono wentylację akumulatora oraz wprowadzono stalowe felgi na miejsce aluminiowych. W roku tym zbudowano 1460 egzemplarzy L.
Ostatnia wersja L została wyprodukowana w 1974 roku. Zmiany odnosiły się m.in. do śmigła w modelu A150L Aerobat, zmieniono je na Clark Y, które zwiększyło prędkość przelotową o 24 km/h (13 węzłów). Nowe owiewki kół umożliwiały łatwiejszą obsługę serwisową, wprowadzono opcjonalne światła lądowania i kołowania w dolnej masce oraz stroby w skrzydle.
W 1974 roku wyprodukowano 1080 egzemplarzy Cessny 150L.

### 150M

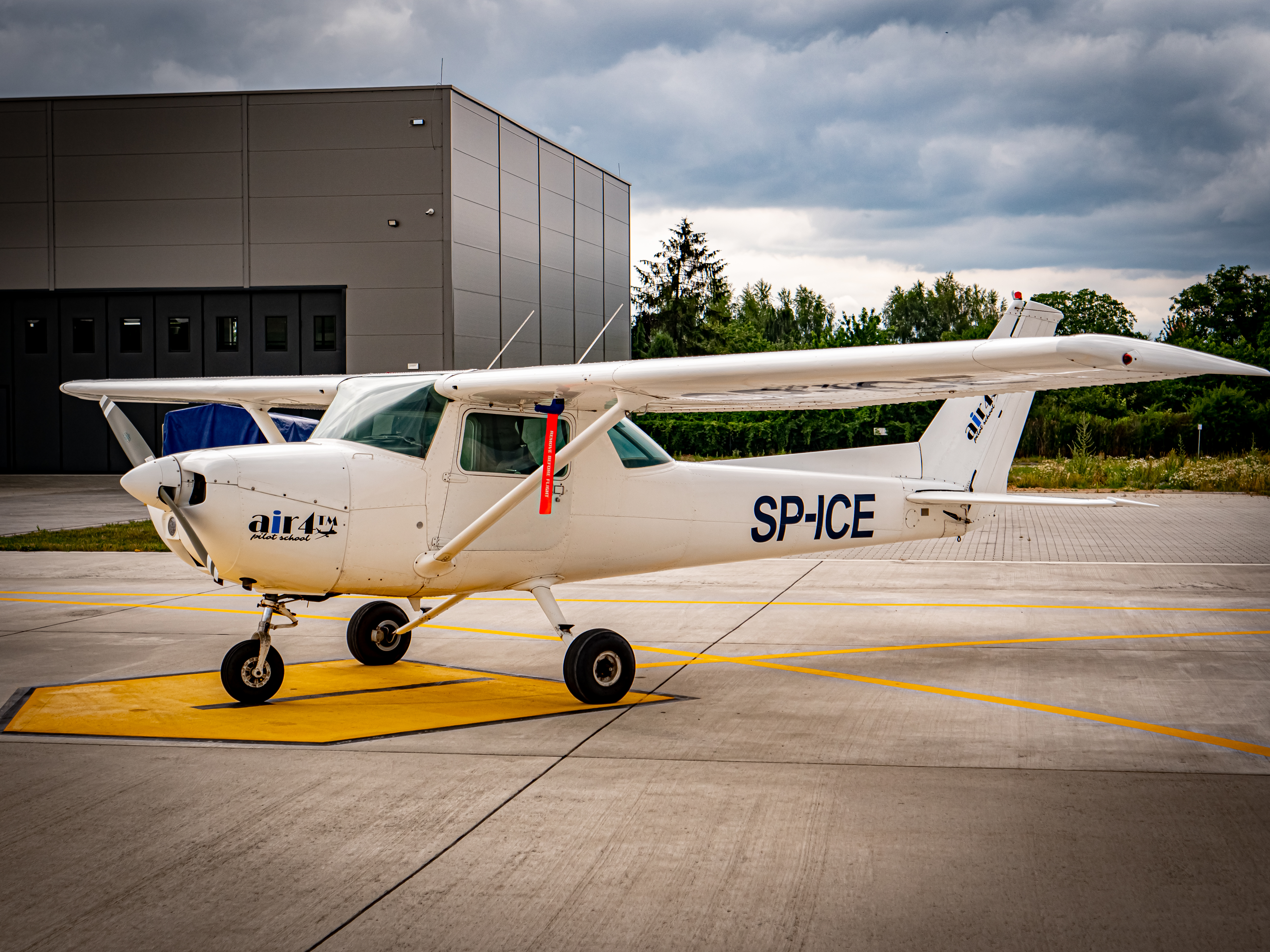
Cessna C150 wersja M Air4 Gliwice

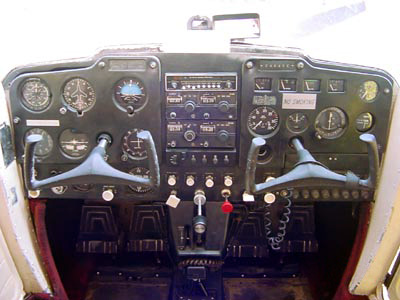
Przykładowy kokpit

Ostatnim modelem Cessny 150 była wersja M produkowana w latach 1975-1977. Zwiększona została wysokość statecznika pionowego o 15 cm (6 cali). Zwiększona powierzchnia ułatwiła sterowanie podczas bocznego wiatru.
W 1975 roku zbudowano 1269 egzemplarzy M.
W 1976 roku wyłączniki elektryczne zastąpiły bezpieczniki. Prędkościomierz wskazywał prędkość w węzłach, elektryczny wskaźnik temperatury oleju zastąpił rurkę Bourdon'a. W pełni regulowane siedzenia stały się elementem standardowego wyposażenia. Zmieniono kształt owiewek podwozia, wprowadzono drobne zmiany kokpitu. W tym roku zbudowano 1399 egzemplarzy.
Rok 1977 był ostatnim rokiem produkcji modelu 150. Wprowadzony został całkowicie automatyczny przełącznik klap (porzucono zasadę „ręki na przełączniku”), a wskaźnik klap został umieszczony obok przełącznika.
W 1977 roku wyprodukowano zaledwie 427 egzemplarzy z powodu rosnącej produkcji nowszego modelu Cessna 152.
Z biegiem lat wszystkie te ulepszenia przyczyniły się do znaczącego wzrostu masy własnej samolotu, z 436 (pierwsza 150) do 512 kilogramów (150M Commuter). Ten wzrost masy własnej o 76 kg szedł w parze ze wzrostem masy startowej o 45 kg. Ostatnia Cessna 150 zostaje dostarczona odbiorcy w kwietniu 1977 roku.
Zbudowano łącznie 3097 egzemplarzy modelu M. Dodatkowe 285 egzemplarzy F150M i 141 egzemplarzy FA150M zbudowały zakłady Reims. Wersje M z Reims posiadały silnik Continental O-240-A.

## Zakończenie produkcji oraz następca Cessny 150
Zbudowano łącznie 22 138 egzemplarzy Cessny 150, włączając 21 404 wersji Commuter i 734 wersji Aerobat. Reims Aviation zbudowało 1764 Cessny F150, włączając 1428 wersji Commuter i 336 wersji Aerobat. 47 Cessn F150 było również złożonych w filii Reims w Argentynie, włączając w to 38 wersji Commuter i 9 wersji Aerobat. Ze wszystkich lat produkcji modeli 150 oraz 152 najwyższą produkcję osiągnięto w roku 1966 – zbudowano wtedy 3067 egzemplarzy.
Cessna 150 doczekała się kontynuacji w postaci Cessny 152. Wersja 152 była w dużej mierze podobna do poprzednika, a zarazem bardziej ekonomiczna poprzez zastosowanie silnika Lycoming O-235, pozwalającego na rzadsze przeglądy techniczne.
Wysunięcie klap w Cessnie 152 było ograniczone do 30 stopni, w przeciwieństwie do 40 stopni w Cessnie 150, zwiększyło to więc jej prędkość przeciągnięcia.
Masa startowa Cessny 152 zwiększyła się o 31 kg w stosunku do swojego poprzednika.

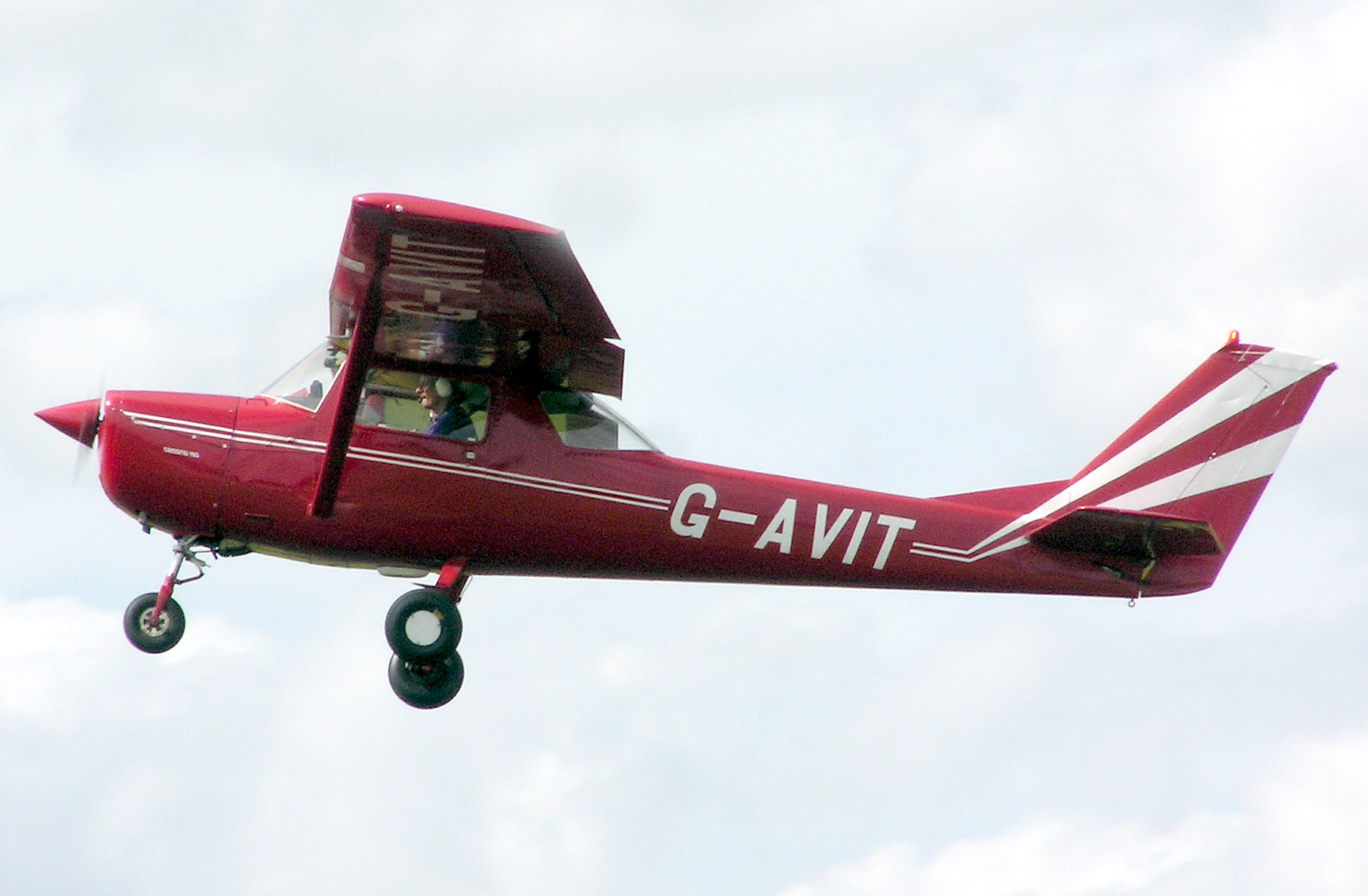
1967 Reims-Cessna F150G

W 2007 roku Cessna ogłosiła, że rozpocznie produkcję dwumiejscowego następcy modeli 150 i 152 – będzie to Cessna 162 Skycatcher.

## Cechy wizualne

### Różnice pomiędzy Cessną 150 i 152

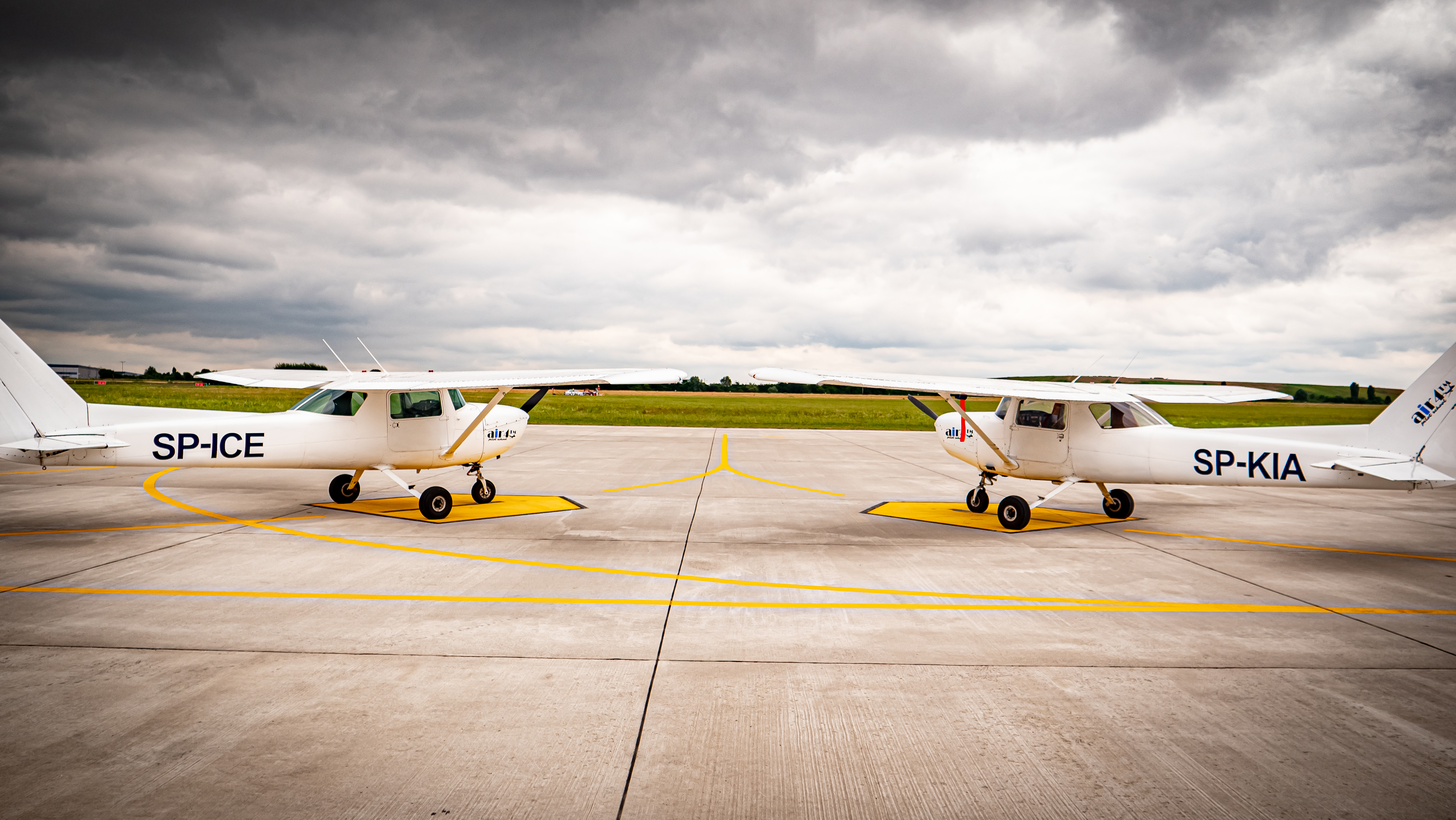
Cessna C150 (SP-ICE) i Cessna C152 (SP-KIA) Air4 Gliwice

Różnice wizualne między tymi samolotami nie są duże, stąd problemy z ich odróżnianiem.
Wbrew obiegowym opiniom nie można sugerować się umiejscowieniem świateł lądowania i kołowania. W wersji 150L zostały one przeniesione ze skrzydeł do dolnej maski, jednak z powodów drgań i ciepła cofnięto tę zmianę w Cessnach 152 wyprodukowanych po 1984 roku – oba rodzaje samolotów mogą posiadać jedną z tych konfiguracji i nie należy się tym sugerować.
W wersji 150L przeprojektowano podwozie, które uzyskało nowszy, okrągły przekrój, spotykany później w Cessnach 152. Starsze podwozie o przekroju prostokątnym spotyka się tylko w Cessnach 150, lecz oba modele mogą posiadać już nowsze podwozie „rurowe”.
Jedna z podstawowych różnic to maksymalne wychylenie klap, wszystkie Cessny 150 posiadają 40-stopniowe klapy, a 152 – 30-stopniowe.

Cessny 152 wyposażone są w silnik Lycoming O-235. Widać to po kształcie masek, zwłaszcza po umieszczeniu śmigła w pozycji poziomej – wlot powietrza w Cessnach 150 umieszczony jest nieznacznie ponad śmigłem, gdy w Cessnach 152 śmigło w pozycji poziomej zasłania wlot powietrza.

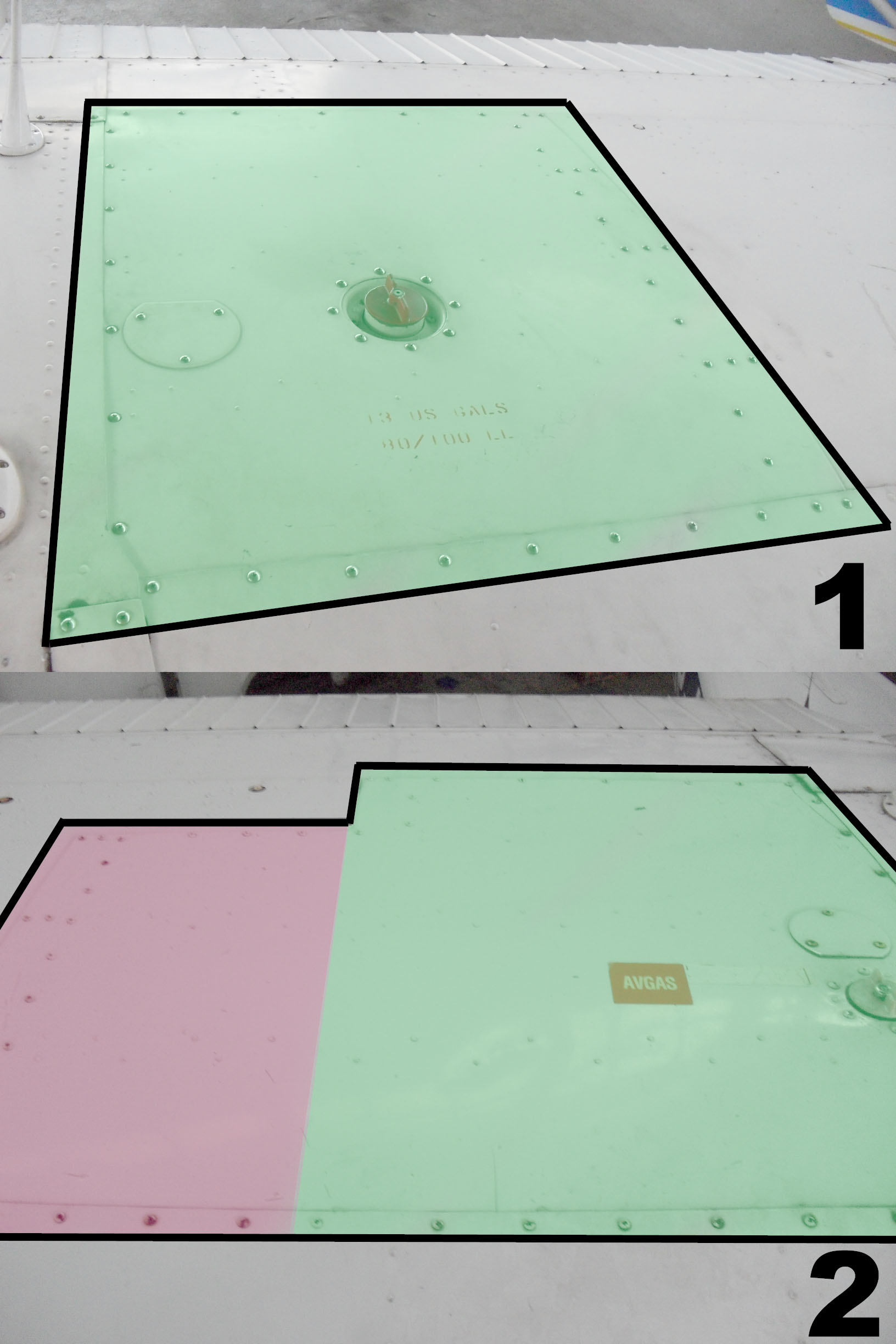
Kolor zielony (1) reprezentuje powierzchnię standardowych zbiorników paliwa, kolor różowy (2) powierzchnię dodatkową zbiornika powiększonego.

Ponadto maski silnika Cessny 150 są skonstruowane w sposób, który wymaga zdjęcia zarówno maski dolnej jak i górnej w razie konieczności dostępu do dolnych świec zapłonowych. Konstrukcja masek silnika Cessna 152 umożliwia dostęp do dolnych świec bez zdejmowania dolnej maski.

### Powiększone zbiorniki paliwa
Niektóre modele zostały wyposażone w powiększone zbiorniki paliwa. Umiejętność ich określenia jest istotna, bez niej może dojść do nieświadomego zatankowania za dużej ilości paliwa oraz przeciążenia samolotu. Należy zwrócić uwagę na śrubki wyznaczające daną powierzchnię w okolicy wlewu paliwa – w wypadku zbiorników standardowych jest to obszar prostokątny a w wypadku powiększonych jest dodatkowo wysunięty w stronę skrzydła i formuje kształt zbliżony do grubej litery L.

## Wypadki w Polsce

### Drobniejsze incydenty oraz ich czynniki
Na 29 raportów opublikowanych przez Państwową Komisję Badania Wypadków Lotniczych wyróżniono 18 incydentów, 5 poważnych incydentów oraz 6 wypadków.
Uchwały PKBWL odnośnie do Cessn 150 wskazują, że większość wypadków odnosi się do błędów podczas lądowania (i ich następstw, takich jak uszkodzenia goleni) oraz oblodzeń gaźnika i spadku mocy silnika.
Uszkodzenia podwozia są trudne do uniknięcia, ponieważ wiele Cessn 150 służy w lokalnych aeroklubach i szkołach lotniczych do szkolenia podstawowego pilotów i dla treningu. Umacnia to fakt, że większość zdarzeń odnosi się do samolotów aeroklubowych.
W przeciwieństwie do nowszych modeli samolotów, np. Cessn 182 posiadających układ wtryskowy wszystkie Cessny 150 posiadają gaźnik podatny na oblodzenia w niższych temperaturach. Powoduje to konieczność poprawnego używania podgrzewacza gaźnika oraz niedopuszczenia do nadmiernego spadku obrotów, co pociągało by za sobą nadmierne przechłodzenie silnika.
Poza powyższymi czynnikami dwa incydenty dotyczą zderzenia z ptakiem, kolejne dwa były spowodowane niewłaściwą obsługą techniczną, odnotowano również incydent z lisem na lotnisku.

### Poważne wypadki
W Polsce doszło do trzech wypadków śmiertelnych z udziałem samolotów Cessna 150.

#### Wypadek SP-KDR
29 maja 2005 roku Cessna F150J o znakach SP-KDR rozbiła się w Koszalinie, powodując śmierć pilota oraz pasażera.
Przyczynami wypadku było nieuwzględnienie wpływu wiatru na długość lotu, utrzymywanie zbyt wysokich obrotów, wykonanie lotu na niskiej wysokości, zużycie całego paliwa oraz wpadnięcie w niezamierzony korkociąg w końcowej fazie lotu. Samolot był sprawny technicznie.

#### Wodowanie SP-KCP
15 września 2007 roku doszło do awaryjnego wodowania na Wiśle Cessny 150M o znakach SP-KCP. Na skutek wysokiego stanu rzeki uczeń nie dopłynął do brzegu i utonął. Po wodowaniu samolot utrzymywał się przez 50 sekund na powierzchni wody, a przez kolejne 30 zaczął nabierać wody i zatonął.
Przyczyną było za późne użycie podgrzewu gaźnika, jego oblodzenie i zmniejszenie mocy silnika lub zatrzymanie jego pracy. Zespół badawczy nie miał zastrzeżeń co do stanu technicznego samolotu.

#### Wypadek SP-ATD
31 maja 2014 roku o godzinie 12.20 w okolicach lotniska Bielsko-Biała Aleksandrowice samolot C-150 po nieudanej próbie wyprowadzenia z korkociągu, rozbił się między budynkami mieszkalnymi, w wyniku czego oboje pilotów poniosło śmierć. Przyczyny wypadku bada PKBWL.

## Użytkownicy wojskowi na świecie
- Burundi 3 samoloty Cessna F150L[17]
- Demokratyczna Republika Konga 15 samolotów Cessna F150M[18]
- Ekwador 24 samoloty Cessna A150[19]
- Wybrzeże Kości Słoniowej 3 samoloty F150L[20]
- Liberia 1 samolot 150K[21]
- Meksyk 2 samoloty Cessna 150J[22]
- Paragwaj 2 samoloty 150M[23]
- Somalia 2 samoloty F150L[24]
- Sri Lanka 10 samolotów Cessna 150[25]
- Stany Zjednoczone 1 samolot 150L, 2 samoloty 150M. „Flying Team” armii Stanów Zjednoczonych używa trzech Cessn 150 zaprojektowanych jako „T-51A”, służących do szkolenia i zawodów[26]. Dla lepszych osiągów samoloty zostały wyposażone w 150-konny silnik Lycoming O-320-E2D oraz inne śmigło. Samoloty te są wykorzystywane przez 557. eskadrę.